# 布蘭登堡的卡爾·埃米爾
布蘭登堡的卡爾·埃米爾（德語：Karl Emil von Brandenburg，1655年2月16日—1674年12月7日），布蘭登堡選侯腓特烈·威廉的長子，母親是拿騷的路易絲·亨麗埃特。

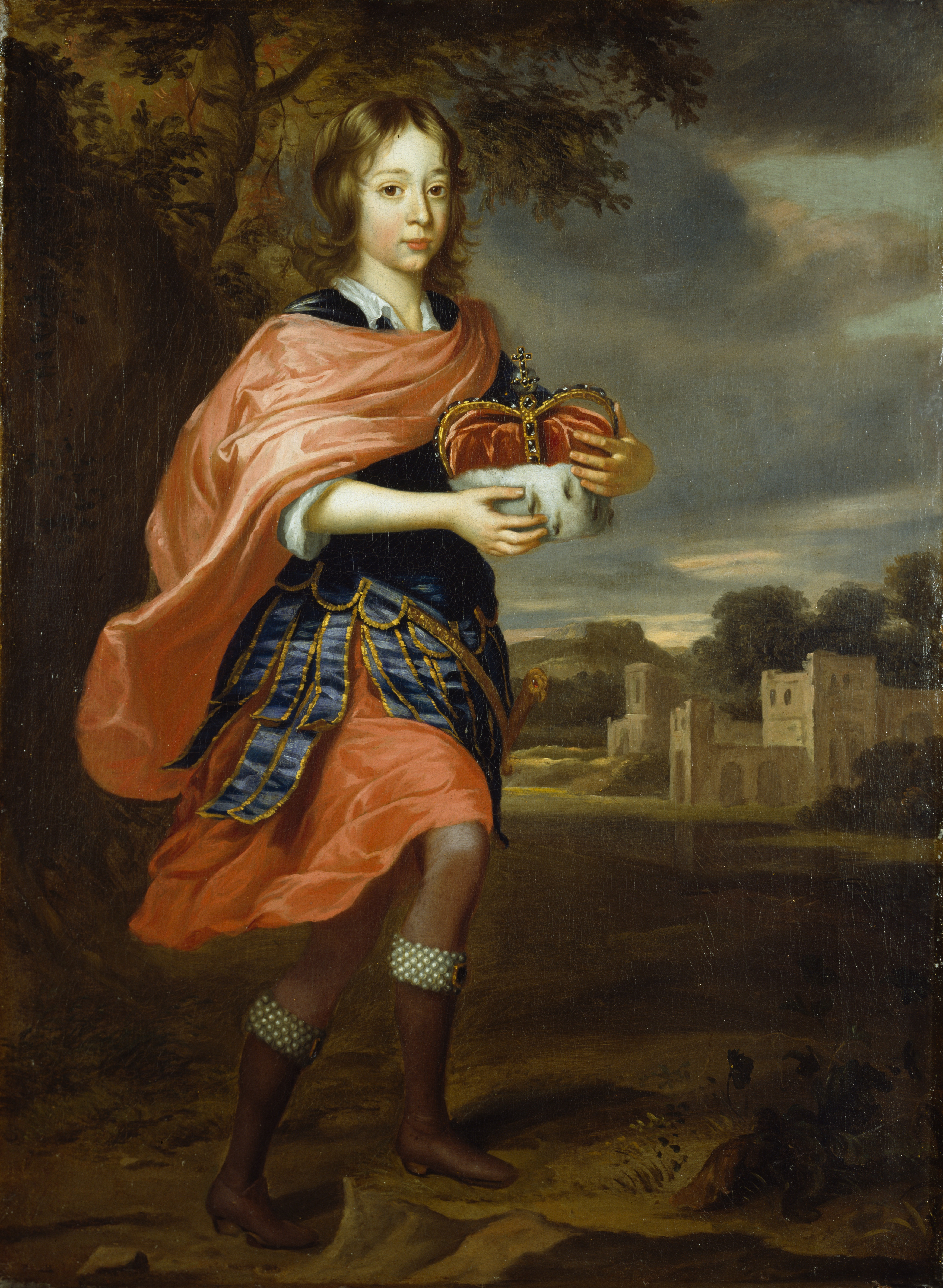
布蘭登堡的卡爾·埃米爾

1674年，卡爾·埃米爾因痢疾去世，年僅19歲。其弟於1701年成為普魯士第一任國王，即腓特烈一世。